# Chrysosoma ignobile
Chrysosoma ignobile är en tvåvingeart som beskrevs av Becker 1922. Chrysosoma ignobile ingår i släktet Chrysosoma och familjen styltflugor.
Artens utbredningsområde är Taiwan. Inga underarter finns listade i Catalogue of Life.